# Nitrianska Streda
Nitrianska Streda é um município da Eslováquia, situado no distrito de Topoľčany, na região de Nitra. Tem 13,96 km² de área e sua população em 2018 foi estimada em 735 habitantes.

## Demografia
| Ano:        | 1994 | 2004    | 2014   | 2024   |
| ----------- | ---- | ------- | ------ | ------ |
| Broj ljudi: | 666  | 757     | 767    | 738    |
| Razlika:    |      | +13,66% | +1,32% | -3,78% |

| Ano:               | 2023 | 2024   |
| ------------------ | ---- | ------ |
| Número de pessoas: | 741  | 738    |
| Diferença:         |      | -0,40% |